# Јеловик (Аранђеловац)
Јеловик је насеље у Србији у општини Аранђеловац у Шумадијском округу. Према попису из 2022. има 271 становника (према попису из 2011. било је 375 становника).

## Демографија
У насељу Јеловик живи 410 пунолетних становника, а просечна старост становништва износи 46,7 година (47,4 код мушкараца и 45,9 код жена). У насељу има 160 домаћинстава, а просечан број чланова по домаћинству је 3,00.
Ово насеље је у потпуности насељено Србима (према попису из 2002. године), а у последња три пописа, примећен је пад у броју становника.
|  |

| Демографија | Демографија | Демографија |
| Година      | Становника  | Становника  |
| ----------- | ----------- | ----------- |
| 1948.       | 1.031       |             |
| 1953.       | 1.036       |             |
| 1961.       | 969         |             |
| 1971.       | 803         |             |
| 1981.       | 686         |             |
| 1991.       | 578         | 563         |
| 2002.       | 480         | 493         |
| 2011.       | 375         |             |
| 2022.       | 271         |             |

| Етнички састав према попису из 2002.‍ | Етнички састав према попису из 2002.‍ | Етнички састав према попису из 2002.‍ | Етнички састав према попису из 2002.‍ | Етнички састав према попису из 2002.‍ |
| ------------------------------------ | ------------------------------------ | ------------------------------------ | ------------------------------------ | ------------------------------------ |
|                                      |                                      |                                      |                                      |                                      |
| Срби                                 | Срби                                 |                                      | 480                                  | 100,0%                               |
| непознато                            | непознато                            |                                      | 0                                    | 0,0%                                 |

| Година пописа     | 1948. | 1953. | 1961. | 1971. | 1981. | 1991. | 2002. |
| ----------------- | ----- | ----- | ----- | ----- | ----- | ----- | ----- |
| Број домаћинстава | 204   | 204   | 227   | 199   | 183   | 177   | 160   |

| Број чланова      | 1  | 2  | 3  | 4  | 5  | 6  | 7 | 8 | 9 | 10 и више | Просек |
| ----------------- | -- | -- | -- | -- | -- | -- | - | - | - | --------- | ------ |
| Број домаћинстава | 35 | 51 | 20 | 18 | 14 | 14 | 7 | 1 | 0 | 0         | 3,00   |

| Пол    | Укупно | Неожењен/Неудата | Ожењен/Удата | Удовац/Удовица | Разведен/Разведена | Непознато |
| ------ | ------ | ---------------- | ------------ | -------------- | ------------------ | --------- |
| Мушки  | 218    | 55               | 130          | 29             | 4                  | 0         |
| Женски | 204    | 28               | 129          | 43             | 3                  | 1         |
| УКУПНО | 422    | 83               | 259          | 72             | 7                  | 1         |

| Пол    | Укупно                    | Пољопривреда, лов и шумарство | Рибарство                            | Вађење руде и камена | Прерађивачка индустрија       |
| ------ | ------------------------- | ----------------------------- | ------------------------------------ | -------------------- | ----------------------------- |
| Мушки  | 123                       | 38                            | 0                                    | 8                    | 37                            |
| Женски | 83                        | 51                            | 0                                    | 0                    | 14                            |
| УКУПНО | 206                       | 89                            | 0                                    | 8                    | 51                            |
| Пол    | Производња и снабдевање   | Грађевинарство                | Трговина                             | Хотели и ресторани   | Саобраћај, складиштење и везе |
| Мушки  | 17                        | 8                             | 2                                    | 1                    | 8                             |
| Женски | 2                         | 0                             | 7                                    | 1                    | 1                             |
| УКУПНО | 19                        | 8                             | 9                                    | 2                    | 9                             |
| Пол    | Финансијско посредовање   | Некретнине                    | Државна управа и одбрана             | Образовање           | Здравствени и социјални рад   |
| Мушки  | 0                         | 1                             | 1                                    | 0                    | 2                             |
| Женски | 0                         | 0                             | 0                                    | 2                    | 5                             |
| УКУПНО | 0                         | 1                             | 1                                    | 2                    | 7                             |
| Пол    | Остале услужне активности | Приватна домаћинства          | Екстериторијалне организације и тела | Непознато            | Непознато                     |
| Мушки  | 0                         | 0                             | 0                                    | 0                    | 0                             |
| Женски | 0                         | 0                             | 0                                    | 0                    | 0                             |
| УКУПНО | 0                         | 0                             | 0                                    | 0                    | 0                             |